# 姜良翰
姜良翰（1504年—？），字希召，號韋軒，浙江金華府金華縣人，明朝政治人物。

## 生平
嘉靖七年（1528年）戊子科浙江鄉試第一名舉人。嘉靖二十三年（1544年）中式甲辰科會試第二百一十八名，登第三甲第二名進士。初授南京大理寺评事，二十七年三月选授礼科给事中，二十九年四月升户科右，十二月升工科左，三十年九月升刑科都，三十二年七月升广东左参政，官至广西右布政使。

## 家族
曾祖姜約，吏部文選司主事陞廣東雄府知府；祖父姜瑛，知縣；父姜淮，知縣。母嚴氏。具庆下。